# Francisco Durand
José Francisco Durand Arp-Nissen (Lima, 8 de julio de 1950 - San Antonio, Texas, 1 de febrero de 2023) fue un sociólogo, filósofo, escritor, docente universitario, académico e investigador peruano. Sus obras se enfocaron a analizar los grupos de poder económico en Perú, buscando identificar su ascenso y estructuras que reproducen su perdurabilidad y lazos con la corrupción.

## Biografía
Se graduó como licenciado y obtuvo un magíster en sociología por la Pontificia Universidad Católica del Perú y su doctorado en filosofía en la Universidad de California en Berkeley.
Fue docente en el curso de Ciencia Política de la Pontificia Universidad Católica del Perú (PUCP) y en la Universidad de Texas en San Antonio, y profesor invitado en las universidades de Oxford, Harvard, Notre Dame, Chicago y la Universidad Libre de Berlín. Se desempenó también asesor de la Confederación de Nacionalidades Amazónicas del Perú y de la Comisión de Delito Económico y Financiero del Congreso de la República. Fue investigador asociado en el Centro de Estudios y Promoción del Desarrollo (DESCO).
Tras su fallecimiento, dejó un libro póstumo. Los nuevos dueños del Perú, una revisión de Los dueños del Perú del investigador Carlos Malpica, pasó a manos de su esposa.

## Publicaciones
Entre sus más de 50 publicaciones, destacan:
- 2024. Estado y poder empresarial en Bolivia, Ecuador y Perú. Un estudio comparativo.
- 2022. La república empresarial: neoliberalismo, emprendedurismo y desigualdad.
- 2020. El dinero de la democracia. Quién financia los partidos políticos.
- 2019. La captura del Estado en América Latina: Reflexiones teóricas.
- 2018. Odebrecht, la empresa que capturaba gobiernos.
- 2017. Perú: élites del poder y captura política.
- 2017. Los doce apóstoles de la economía peruana: Una mirada social a los grupos de poder limeños y provincianos (Lima: Fondo Editorial PUCP).
- 2016. Cuando el poder extractivo captura el estado: lobbies, puertas giratorias y paquetazo ambiental en Perú.
- 2010. La mano invisible en el estado: crítica a los neoliberales criollos.
- 2004. El poder incierto: trayectoria económica y política del empresario peruano.